# Maria Wojtiuk
Maria Wojtiuk (ur. 1953 r. w Gdańsku) – polska rzeźbiarka.

## Życiorys
Studiowała na Wydziale Malarstwa, Grafiki i Rzeźby w Państwowej Wyższej Szkole Sztuk Plastycznych w Gdańsku. Dyplom w pracowni profesora Alfreda Wiśniewskiego w 1980 roku.
W swoich pracy wykorzystuje głównie materiały takie jak: kamień, drewno, glinę, brąz i inne metale.

## Wybrane wystawy
- 1984 Rzeźba w Granicie, Wdzydze'84, BWA Sopot
- 1985 VI Biennale Sztuki Gdańskiej, BWA -Sopot
- 1985 Wystawa poplenerowa rzeźby, BOK, Bolesławiec
- 1985 Wystawa indywidualna rzeźby, Galeria "Jatki", Wrocław